# 간덴 사원

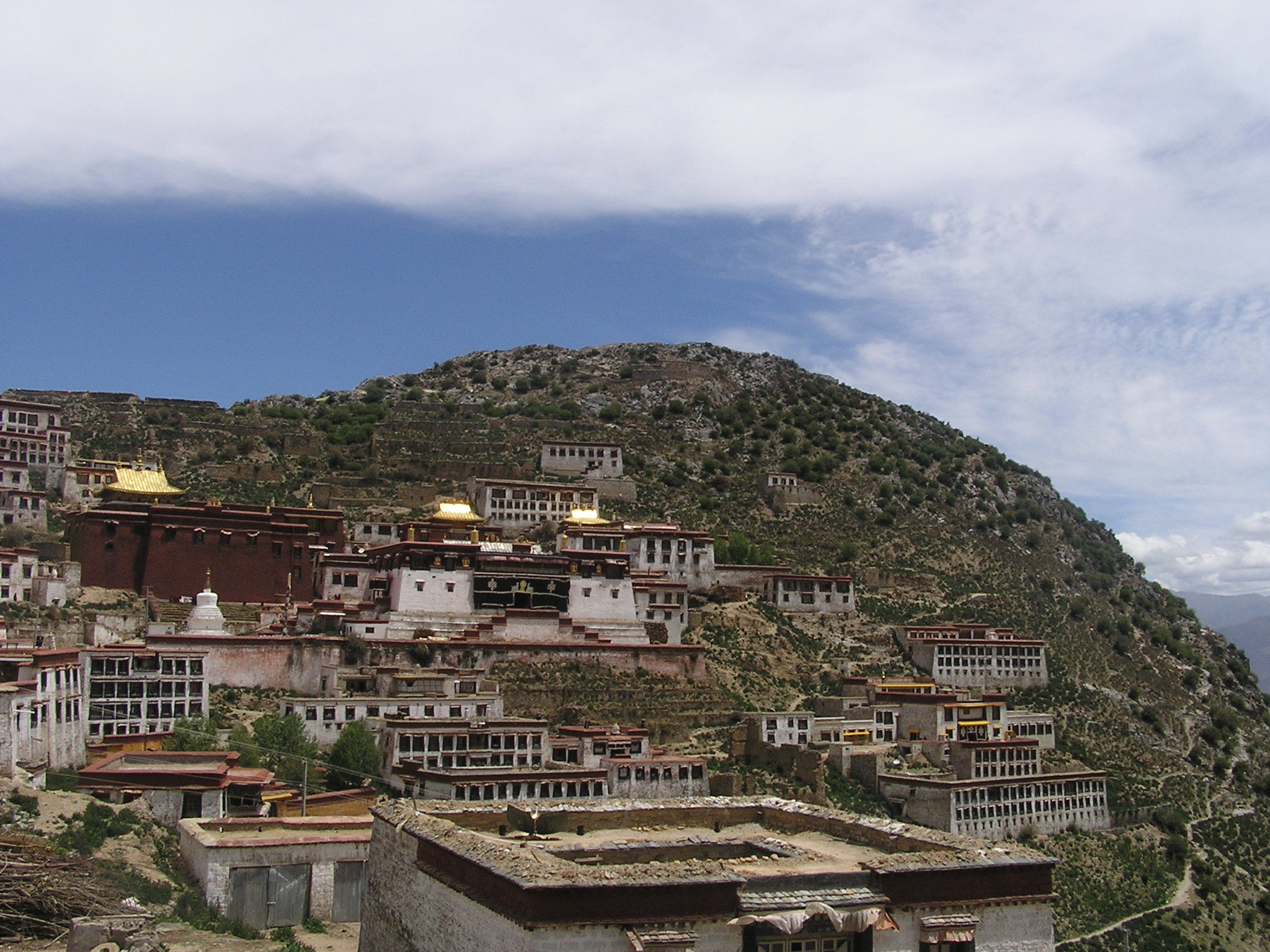
간덴 사원

간덴 사원(티베트어: དགའ་ལྡན་ཆོས་འཁོར་ dga' ldan chos 'khor, 중국어: 甘丹寺)은 세라 사원, 드레펑 사원과 함께 티베트 3대 거루파(황교) 사원의 하나이다.「간덴」은 도솔천(兜率天, Tusita, 미륵보살이 수행하는 정토)을 의미한다. 감단사(甘丹寺) 또는 청나라 옹정제에게 영수사(永壽寺)라는 이름을 받은 적도 있다.

## 개요
라싸로부터 47 km 떨어진 타크트현의 키츄강(라싸강) 남쪽의 원불산 능선 해발 4200m 남짓한 위치에 가람과 승채가 위치한다. 3대사원 중 라싸에서 가장 멀리 떨어져 있어 참배자나 관광객은 가장 적다. 그렇지만 거루파의 창시자 총카파(Je Tsongkhapa)가 1409년에 스스로 건립한 사원이며 거루파의 총본산으로 정치적 권력을 가졌다. 그리고 총카파의 법좌를 계승하는 역대의 거루파 교주, 즉 간덴 트리파(Ganden Tripa)는 이 사원의 주지이다. 간덴 트리파는 티베트 불교에서 달라이 라마, 판첸 라마 다음의 권위를 가진다. 또 능선 상을 따라 자리잡은 순례로에서는 키츄강(라싸강)의 전망을 즐길 수 있다.
1959년 이후의 티베트 동란 때 달라이 라마 측의 거점이 된 적도 있고, 문화대혁명 때 철저하게 파괴되어 폐허가 되었다. 1981년부터 복구 공사를 시작하였지만, 2008년 현재 총카파의 영탑을 납입하는 얀파첸, 간덴 사원 주지의 황금좌가 있는 세르티칸, 역대 주지의 주방 티크트칸 등이 수복되어 한 때의 위용을 어느 정도 찾았지만, 아직도 완전한 복구는 요원하다. 총카파의 영탑에 보존되고 있던 존체는 문화대혁명 때 파괴되어 흩어졌으며 재건된 영탑에 현재는 회수된 일부 유골만 납입되었다. 한편 망명한 티베트 사람들에 의해 인도의 카르나타카주에 간덴 사원이 재건되고 있다.
간덴 트리파의 임기는 전통적으로 4년이지만 달라이 라마 망명 후 14대 달라이 라마의 전 스승인 린 린포체가 종신 주지를 맡았다. 현재는 잘페르시펜이 98대째의 주지를 맡고 있다.
중국 정부가 공인한 전국중점문물보호단위 중의 하나이다.

## 같이 보기
- 간단 사원
- 세라 사원
- 드레펑 사원